# José Carlos Nieto Navarrete
José Carlos Nieto Navarrete (Cusco, 14 de mayo del 1975) es un ingeniero agrónomo, conservacionista ambiental y funcionario público peruano. Ocupa el cargo del jefe del Servicio Nacional de Áreas Naturales Protegidas por el Estado (SERNANP) desde el 27 de diciembre de 2022.

## Trayectoria
Se graduó en el año 2005 de su pregrado en Ingeniería agrónoma en la Universidad Nacional San Antonio Abad del Cusco y en el año 2013 de su maestría de Gestión Ambiental en la Universidad Nacional Federico Villarreal. Además, cuenta con diferentes especializaciones universitarias enfocadas a la gestión de las ANP.
Ocupó diferentes puestos en el sector público como gestor ambiental en las áreas naturales protegidas siguientes: Parque Nacional del Manu (2005-2008), Reserva Nacional de Tambopata (2008-2009), Parque Nacional Bahuaja Sonene (2010), Parque Nacional del Manu (2011-2014) y Santuario Histórico de Machupicchu (2013-2016). Luego, fue nombrado director de Gestión de las Áreas Naturales Protegidas (2017-2022) y es el actual jefe del Servicio Nacional de Áreas Naturales Protegidas por el Estado (2022). Asimismo, ha formado parte del equipo técnico de trabajo para la elaboración de planes maestros de ANP con UNESCOy ha escrito artículos sobre la gestión de áreas naturales. Ejecutó proyectos de cooperación internacional y nacional con enfoque intercultural en Sitios de Patrimonio Mundial Mixto (Cultural y Natural) y Reservas de Biosfera.

## Reconocimientos
Su labor como defensor ambiental ha sido reconocida por diversas instituciones como la Municipalidad provincial del Manu, Red de Comunicadores ambientalistas Cusco, Fundación Cultural del Banco de la Nación y la Asociación Civil Museo el Quijote, Gobierno Regional del Cusco, The internacional Ranger Federation IRF y Asociación de Guardaparques del Perú, la Municipalidad distrital de Andahuaylillas - Cusco y la SERNANP.